# Go to Work
"Go To Work" é uma canção da cantora e compositora irlandesa Nadine Coyle. A canção foi lançada através da Virgin EMI em 8 de setembro de 2017.

## Antecedentes
A música "Go to Work" é a primeira música de Coyle oficialmente lançada depois de I Could Be junto de Shane Filan, assim como artista principal com Sweets Highs sem ser incluído em algum álbum. Go to Work é o primeiro single de Coyle desde o lançamento de "Insatiable" em 2010. Após sete anos Coyle anunciou o single em 23 de agosto de 2017 e publicou trailers de treino de dança, trechos de música e visualizações de vídeos de música via Twitter antes do lançamento do single.  
Coyle anunciou o single em 23 de agosto de 2017, e publicou um clipe de ensaio de dança, trecho de áudio e visualização de vídeo de música  via Twitter para promover a música. O vídeo musical foi lançado em 15 de setembro, uma semana após o lançamento da faixa. Coyle realizou a música ao vivo pela primeira vez no dia 9 de setembro, apoiando o Noel Gallagher High Flying Birds no "We Are Manchester", um show de benefícios para marcar a reabertura do Manchester Arena após o bombardeio em maio de 2017.  Ela também tocou a música no G-A-Y em Londres, em 16 de setembro de 2017, tornando-se sua segunda performance solo no local desde "Insaciável" em 2010. Em 29 de setembro de 2017, Coyle realizou "Go to Work" em um episódio de Strictly Come Dancing: Takes Two. Ela ainda promoveu a música com uma aparência que não canta no Sunday Brunch do Channel 4 em 1 de outubro de 2017.  

## Recepção da crítica
Ross McNeilage da MTV News descreveu o single como um "banger total" influenciado pela casa nos anos 90, através e por meio, que começa a festa começando enquanto deixa a incrível voz de Nadine brilhar". Lewis Corner do Gay Times descreveu isso como um "pop banger pronto para o fim de semana" e Justin Myers, da Official Charts Company, diz que o "piano caseiro infeccioso e a incessante batida do single recorda a era dourada dos anos 90, enquanto a produção atualizada inclui elementos que qualquer fã pop de 2017 estar familiarizado com - as influências tropicais da casa estão presentes e corretas, mesmo que a vibração geral esteja longe de ser descontraída".

## Desempenho nas tabelas musicas
| Tabela musical                        | Posição |
| ------------------------------------- | ------- |
| Scotland (Official Charts Company)    | 52      |
| UK Download (Official Charts Company) | 57      |